# 阿鲁埃德
阿鲁埃德（法語：Arrouède，法語發音：[aʁwɛd]）是法国热尔省的一个市镇，属于米朗德区。

## 地理
阿鲁埃德（43°21'35"N, 0°35'10"E）面积6.33 平方千米，位于法国奧克西塔尼大區热尔省，该省份为法国西南部内陆省份，北起顺时针与洛特-加龙省、塔恩-加龙省、上加龙省、上比利牛斯省、大西洋比利牛斯省和朗德省接壤。
与阿鲁埃德接壤的市镇（或旧市镇、城区）包括：贝聚-巴容、谢朗、蒙达斯塔拉克、帕纳萨克、马南蒙塔内。

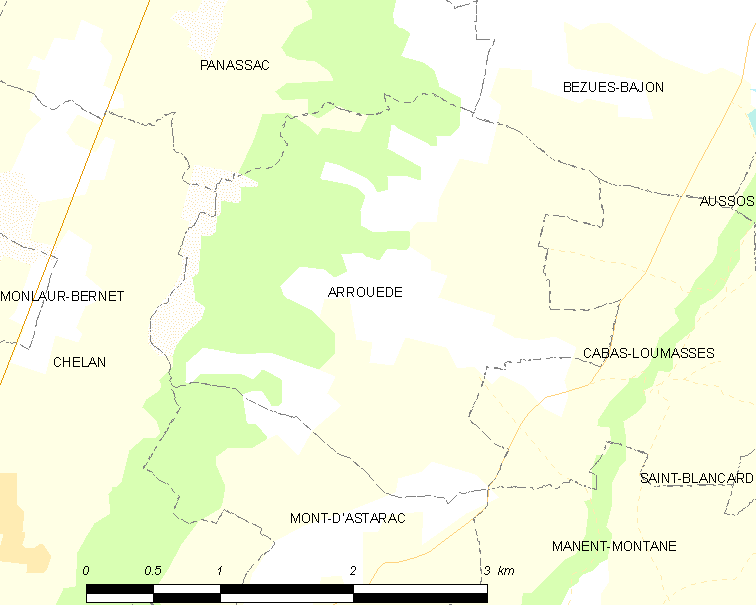
阿鲁埃德的OSM定位图

阿鲁埃德的时区为UTC+01:00、UTC+02:00（夏令时）。

## 行政
阿鲁埃德的邮政编码为32140，INSEE市镇编码为32010。

## 政治
阿鲁埃德所属的省级选区为阿斯塔拉克-日莫讷县。

## 人口

1962-2008年间阿鲁埃德人口变化图示

阿鲁埃德于2022年1月1日时的人口数量为86人。